# 科学技術・イノベーション基本計画
科学技術・イノベーション基本計画（かがくぎじゅつ・いのべーしょんきほんけいかく）は科学技術・イノベーション創出の振興施策を推進する日本の基本計画である。

## 概要
科学技術・イノベーション基本計画（以下、基本計画）は研究開発とイノベーション創出の推進に関する方針・人材育成施策・環境整備施策・必要事項を定める。基本計画は中期計画であり、5年ごとに再策定されている。以下はこれまでの基本計画である：
- 第６期科学技術・イノベーション基本計画（2021～2025年度）
- 第５期科学技術基本計画（2016～2020年度）
- 第４期科学技術基本計画（2011～2015年度）
- 第３期科学技術基本計画（2006～2010年度）
- 第２期科学技術基本計画（2001～2005年度）

## 策定過程
基本計画の策定は政府の義務であり、その際、総合科学技術・イノベーション会議（以下、CSTI）の議を経ることが法律で定められている。現在は次の過程を経て決定される：
- 諮問（内閣総理大臣 → CSTI）
- 基本計画案の策定（CSTI傘下の基本計画専門調査会）
- 答申（CSTI → 内閣総理大臣）
- 閣議決定（内閣）

例えば第6期基本計画の場合、2019年4月に首相からCSTIへ諮問がおこなわれ、2019年8月から2021年2月にかけて専門調査会が基本計画案を策定し、2021年3月16日にCSTIとして答申が出され、2021年3月26日に基本計画が閣議決定された。

## 法的根拠
科学技術・イノベーション基本計画は科学技術・イノベーション基本法を法的根拠とする。この法律により基本計画の策定が義務付けられ（法第12条1）、また予算措置を含めた基本計画の履行が求められる（法第12条6）。

## 科学技術基本計画
科学技術基本計画（かがくぎじゅつきほんけいかく）は科学技術・イノベーション基本計画の前身にあたる基本計画である。

## 統合イノベーション戦略
統合イノベーション戦略（とうごういのべーしょんせんりゃく）は科学技術・イノベーション基本計画に基づいた年次戦略である。
統合イノベーション戦略（以下、統合戦略）では、科学技術・イノベーション基本計画の中長期的な方向性および過去年度の実施状況を踏まえ、各年度の重点施策を規定する。すなわち中長期方針と実行状況に基づいた年次戦略・計画である。年次戦略である統合戦略は1年ごとに再策定されている。以下はこれまでの年次戦略である：
- 統合イノベーション戦略2024
- 統合イノベーション戦略2023
- 統合イノベーション戦略2022
- 統合イノベーション戦略2021
- 統合イノベーション戦略2020
- 統合イノベーション戦略2019
- 統合イノベーション戦略 (2018年度)
- 科学技術イノベーション総合戦略2017
- 科学技術イノベーション総合戦略2016
- 科学技術イノベーション総合戦略2015
- 科学技術イノベーション総合戦略2014
- 科学技術イノベーション総合戦略 (2013年度)

統合戦略の策定は科学技術・イノベーション基本計画を根拠とする。

### 統合イノベーション戦略の策定過程
統合イノベーション戦略は基本計画の年次戦略であることから、総合科学技術・イノベーション会議（以下、CSTI）の議を経て決定される。一方で年次レベルの施策決定は各司令塔機能との綿密な連携が必要であることから、案の策定においては統合イノベーション戦略推進会議（以下、推進会議）が大きな役割を果たしている。
現在は次の過程を経て決定される：
- 戦略案の策定
- 決定（推進会議）
- 諮問（内閣総理大臣 → CSTI）
- 答申（CSTI → 内閣総理大臣）
- 閣議決定（内閣）

例えば戦略2022の場合、2022年6月1日に推進会議として戦略2022案が決定し、2022年6月2日に首相からCSTIへ諮問がおこなわれ、2022年6月2日にCSTIとして答申が出され、2022年6月3日に「統合イノベーション戦略2022」として閣議決定された。

### 科学技術イノベーション総合戦略
科学技術イノベーション総合戦略（かがくぎじゅついのべーしょんそうごうせんりゃく）は統合イノベーション戦略の前身にあたる年次戦略である。2013~2017年度の各年度に策定されていた。

## 統合イノベーション戦略推進会議
統合イノベーション戦略推進会議（とうごういのべーしょんせんりゃくすいしんかいぎ）はイノベーションに関連が深い複数の司令塔会議を調整し、統合イノベーション戦略を推進するための会議である。
2024年2月現在、調整対象となる司令塔会議は以下である：
- 総合科学技術・イノベーション会議（内閣府 - 重要政策に関する会議）
- デジタル社会推進会議
- 知的財産戦略本部（内閣 - 本部等）
- 健康・医療戦略推進本部
- 宇宙開発戦略本部及び総合海洋政策本部
- 地理空間情報活用推進会議

推進会議は内閣に設置され、統合イノベーション戦略 (2018年度) を間接的な、内閣総理大臣決裁「統合イノベーション戦略推進会議の設置について」を直接的な設置根拠とする。
統合戦略は基本計画の年次戦略であるため、推進会議の究極の目的は政府一丸での基本計画推進であるといえる。

### 統合イノベーション戦略推進会議本会議
統合イノベーション戦略推進会議における本会議（ほんかいぎ）は統合イノベーション戦略推進会議の主要会議である。
本会議は統合イノベーション戦略や有識者会議から上がった各種指針等の決定・了承を担っている。2018年に第1回が開催され、2024年3月現在で第18回まで開催されている。第12回（2022.6）以降、第18回（2024.2）まで全て持ち回り開催されている。

### イノベーション政策強化推進のための有識者会議
イノベーション政策強化推進のための有識者会議（いのべーしょんせいさくきょうかすいしんのためのゆうしきしゃかいぎ）は統合イノベーション戦略推進に関する専門事項調査を目的として、課題ごとに設置される有識者会議である。
統合イノベーション戦略に含まれる個別戦略を扱う有識者会議である。2024年現在、以下の有識者会議が設置されている：
- イノベーション政策強化推進のための有識者会議「核融合戦略」（2022[22]~）
- イノベーション政策強化推進のための有識者会議「AI戦略会議」（2023.5[23] ~）
- イノベーション政策強化推進のための有識者会議「安全・安心」（2018[24] ~）
- イノベーション政策強化推進のための有識者会議「バイオ戦略」（2019[25] ~）
- イノベーション政策強化推進のための有識者会議「量子技術イノベーション」（2019[26] ~）
- イノベーション政策強化推進のための有識者会議「マテリアル戦略」（2020[27] ~）

以下は終了した有識者会議および傘下の会議体である：
- イノベーション政策強化推進のための有識者会議「AI戦略」（2018[28] ~ 2023.4、通称: ＡＩ戦略実行会議）
  - 新ＡＩ戦略検討会議（2021.10[29] ~ 2022.2）

#### AI戦略会議
AI戦略会議（えーあいせんりゃくかいぎ）はAIに関する専門事項調査を目的とした有識者会議である。
ＡＩ戦略実行会議（イノベーション政策強化推進のための有識者会議「AI戦略」）の発展的解消により、新たな有識者会議として2023年に設置された。

##### AIに関する暫定的な論点整理
AIに関する暫定的な論点整理（えーあいにかんするざんていてきなろんてんせいり）は AI 戦略会議の有識者による AI に関する2023年5月時点での暫定的な論点整理である。
AI 戦略会議が2023年5月に発表し、2023年6月に統合イノベーション戦略推進会議で了承されている。
秩序あるAI発展のために、以下の7つのリスクについて論点を整理している：
- ① 機密情報の漏洩や個⼈情報の不適正な利⽤のリスク
- ② 犯罪の巧妙化・容易化につながるリスク
- ③ 偽情報等が社会を不安定化・混乱させるリスク
- ④ サイバー攻撃が巧妙化するリスク
- ⑤ 教育現場における⽣成 AI の扱い
- ⑥ 著作権侵害のリスク[31]
  - リスク: 類似物の生成、大量の権利侵害案件による紛争解決対応の困難化、クリエイティブ効率化（アップサイドリスク）
  - 政府対応: 現行法の周知、生成物著作物性・利用時著作権侵害・学習と権利制限但書等に関する論点整理と対応が必要
- ⑦ AI によって失業者が増えるリスク[32]
  - リスク: 広い業種での技術的失業リスク
  - 政府対応: 影響の調査研究、対応策の検討、リスキリング・人材流動化の検討が必要

この論点整理は知的財産推進計画２０２３（急速に発展する生成 AI 時代における知財の在り方）や文化審議会（法制度小委員会2023年度）での議論の前提となっている。